# كلية الصيدلة بالمنستير
كلية الصيدلة بالمنستير هي إحدى الكليات التابعة لجامعة المنستير، وقد أنشئت عام 1975 بمقتضى القانون عدد 75-72 المؤرخ في 14 نوفمبر 1975، وكانت آنذاك ضمن نفس الكلية مع طب الأسنان. وهي كلية الصيدلة الوحيدة بالبلاد التونسية وتتمتع كلية الصيدلة بالمنستير بالشخصية المدنية والاستقلال المالي.

شعار كلية الصيدلة بالمنستير

## أرقام
- طبقا لإحصائيات 2007-2008 يدرس بكلية الصيدلة بالمنستير 1398 طالبا من بينهم 1016 طالبة.
- إلى حدود 2002 بلغ عدد خريجي كلية الصيدلة بالمنستير: 2218 صيدليا و217 صيدليا بيولوجيا، ونوقشت على منبرها 4 أطروحات دكتوراه و3 دكتوراه دولة.
- توجد بالكلية 13 وحدة بحث ومخبران للبحث.

## أقسامها
توجد بكلية الصيدلة بالمنستير الأقسام التالية:
- البيولوجيا العلاجية أ
- البيولوجيا العلاجية ب
- علوم الصيدلة أ
- علوم الصيدلة ب

## الشهادات
- الشهادة الوطنية لدكتور في الصيدلة
- شهادة اختصاصي في البيولوجيا الطبية
- ماستير البيوتكنولوجيا والمناعة المطبقة في الأمراض المعدية
- ماستير تطوير الأدوية
- دكتوراه العلوم الصيدلانية
- التأهيل الجامعي في العلوم الصيدلانية

## وصلة خارجية
موقع كلية الصيدلة بالمنستير نسخة محفوظة 8 يونيو 2024 على موقع واي باك مشين.